# World Association of Zoos and Aquariums

Logo

Die World Association of Zoos and Aquariums (WAZA) ist der internationale Dachverband aller größeren Zoos und Aquarien der Welt. Die Geschäftsstelle befindet sich in Gland VD, Schweiz.

## Geschichte
Als International Union of Directors of Zoological Gardens (IUDZG, deutsch Internationale Union von Direktoren Zoologischer Gärten) 1935 in Basel gegründet, wurde sie während des Zweiten Weltkrieges gleich wieder aufgelöst. 1946 wurde die IUDZG in Rotterdam von einer Gruppe Zoodirektoren aus den alliierten und neutralen Ländern neu gegründet. Seit 1991 führte die IUDZG den Untertitel WZO – The World Zoo Organization, der 1998 die Bezeichnung IUDZG vollständig ersetzte. Im Jahr 2000 änderte die Organisation ihren Namen in World Association of Zoos and Aquariums (WAZA), um zu zeigen, dass sie eine moderne Institution ist, die auf einem globalen Niveau – zusammen mit anderen großen Naturschutzorganisationen, wie CITES, CBD oder CMS – einen wichtigen Beitrag zum Naturschutz leistet.
Seit der Gründung werden internationale Zuchtbücher für seltene und gefährdete Tierarten geführt, die unter der ständigen Kontrolle der WAZA stehen. Bis heute beläuft sich die Zahl der Zuchtbücher auf 182.
Seit 1950 ist WAZA auch Mitglied der Internationalen Arterhaltungsunion (IUCN).
Als 1990 mehrere regionale Zoo- und Aquariumverbände gegründet wurden, zum Beispiel EAZA, PAAZAB, ARAZPA, AMACZOOA und SEAZA, musste das IUDZG seine Struktur und Funktionen überdenken. Im Zusammenhang damit wurden mehrere Änderungen beschlossen und durchgeführt:
- 1991: Der Titel WZO – Die Welt-Zoo-Organisation wurde dem Namen hinzugefügt.
- 1992: Es wurden neue Richtlinien bezüglich der Mitgliedschaft eingeführt. Die ersten vier Zooverbände, die Mitglieder wurden, waren CAZA, EAZA, SEAZA und VDZ.
- 1993: Das Committee on Interregional Conservation Cooperation (CIRCC) veröffentlichte zum ersten Mal die Welt-Zoo-Naturschutz-Strategie.
- 1994: ISIS wurde das amtliche Sekretariat des Verbandes.
- 1995: Das Dokument „Zoos 2005“ wurde entwickelt.
- 1996: Der Heini-Hediger-Preis wurde zum ersten Mal verliehen.
- 1998: Der Name IUDZG wurde durch WZO ersetzt.
- 1999: Eine Ethik-Richtlinie wurde angenommen.
- 2000: Neue Verordnungen, ein neues Erscheinungsbild und der Name WAZA wurden angenommen.
- 2001: Eine dauerhafte Verbandszentrale in Bern wurde eröffnet.
- 2002: Eine Richtlinie zum Wohle der Tiere wurde angenommen.
- 2003: Bei der Jahreskonferenz in San José in Costa Rica wurden die Ethik-Richtlinien und die Richtlinie zum Wohle der Tiere zu einer einzigen vereint, die Mission vereinheitlicht, die Anblick- und Wertaussage verbessert und die WAZA Richtlinien über die Annahme der beschlagnahmten und konfiszierten Tiere wurden angenommen.
- 2004: An der Konferenz in Taipei nahm der gesamte Mitgliederverband eine neue Welt-Zoo-Naturschutz-Strategie an, die offiziell am 2. Mai 2005 in Kraft trat.
- 2005: Forschungs-Richtlinien wurden angenommen und WAZA nahm zum ersten Mal an den Parties to the Ramsar Convention and the Convention on Migratory Species teil.

## Mitglieder
Die Vereinigung hat über 330 Mitglieder, darunter 280 Zoo- und Schauaquarienbetreiber (Stand: Januar 2019).
| Organisation | Vollständiger Name                                                             | Zuständigkeitsbereich                         | Webpräsenz                                                                                                  |
| ------------ | ------------------------------------------------------------------------------ | --------------------------------------------- | --- |
| PAAZA        | Pan-African Association of Zoos and Aquaria                                    | Afrika                                        | www.zoosafrica.com                                                                                          |
| AZA          | American Zoo & Aquarium Association                                            | Vereinigte Staaten                            | aza.org |
| AFdPZ        | Association Française des Parcs Zoologiques                                    | Frankreich                                    | afdpz.org                                                                                                   |
| ARAZPA       | Australian Regional Association of Zoological Parks/Aquaria Inc.               | Ozeanien                                      | arazpa.org.au (Memento vom 2. Mai 2010 im Internet Archive); siehe jetzt Zoo and Aquarium Association (ZAA) |
| BIAZA        | British and Irish Association of Zoos and Aquariums                            | Vereinigtes Königreich und Irland             | biaza.org.uk                                                                                                |
| ACOPAZOA     | Colombian Association of Zoos and Aquariums                                    | Kolumbien                                     | acopazoa.zoobaq.org (Memento vom 8. März 2005 im Internet Archive)                                          |
| DAZA         | Danish Association of Zoological Gardens                                       | Dänemark                                      | daza.dk |
| DTG          | Deutsche Tierpark-Gesellschaft                                                 | Vor allem Deutschland                         | dtginfo.de                                                                                                  |
| EARAZA       | Eurasian Regional Association of Zoos and Aquariums                            | Eurasien                                      | k. A. |
| EAZA         | European Association of Zoos and Aquaria                                       | Europa und Naher Osten                        | eaza.net |
| VdZ          | Verband der Zoologischen Gärten                                                | Vor allem Deutschland, Österreich und Schweiz | vdz-zoos.org                                                                                                |
| AIZA         | Asociación Ibérica de Zoos y Acuarios                                          | Portugal und Königreich Spanien               | aiza.org.es                                                                                                 |
| UIZA         | Unione Italiana Zoo ed Acquari                                                 | Italien                                       | uiza.org |
| JAZA         | Japanese Association of Zoos and Aquariums                                     | Japan                                         | jaza.jp (Memento vom 12. September 2016 im Internet Archive)                                                |
| ALPZA        | Latin-American Zoo and Aquarium Association                                    | Lateinamerika                                 | alpza.com                                                                                                   |
| AMACZOOA     | Asociación Mesoamericana y del Caribe de Zoológicos Acuarios                   | Mittelamerika und Karibik                     | amaczooa.org                                                                                                |
| OZO          | Österreichische Zoo Organisation                                               | Österreich                                    | ozo.at |
| SZB          | Sociedade de Zoológicos do Brazil                                              | Brasilien                                     | szb.org.br (Memento vom 29. September 2018 im Internet Archive)                                             |
| SEAZA        | South East Asian Zoo Association                                               | Südostasien                                   | seaza.org (Memento vom 9. Februar 2014 im Internet Archive)                                                 |
| SAZARC       | South-Asian Zoo Association for Regional Cooperation/Zoo Outreach Organisation | Südasien                                      | zooreach.org                                                                                                |
| SDF          | Svenska Djurparksföreningen                                                    | Schweden                                      | svenska-djurparksforeningen.nu                                                                              |
| SNDPZ        | Syndicat National des Directeurs de Parcs Zoologiques Français                 | Frankreich                                    | sndpz.fr (Memento vom 29. Juni 2014 im Internet Archive)                                                    |
| UCSZ         | Unie Českých a Slovenských zoologických zahrad                                 | Tschechien und Slowakei                       | zoopark.cz/ucsz                                                                                             |
| Zooschweiz   | Gesellschaft wissenschaftlich geleiteter Zoos der Schweiz                      | Schweiz                                       | zoos.ch |

## Kooperierende Gesellschaften (Auswahl)
| Organisation   | Vollständiger Name                                                                      | Webpräsenz              |
| -------------- | --------------------------------------------------------------------------------------- | ----------------------- |
| AAZV           | American Association of Zoo Veterinarians                                               | aazv.org                |
| Back to Africa | Back to Africa                                                                          | backtoafrica.co.za      |
| CZA            | Central Zoo Authority                                                                   | cza.nic.in              |
| DGHT           | Deutsche Gesellschaft für Herpetologie und Terrarienkunde                               | dght.de                 |
| EAZWV          | European Association of Zoo and Wildlife Veterinarians                                  | www.eazwv.org           |
| EUAC           | European Union of Aquarium Curators                                                     | euac.org                |
| IZW            | Leibniz-Institut für Zoo- und Wildtierforschung Institute for Zoo and Wildlife Research | izw-berlin.de           |
| IZEA           | International Zoo Educators Association                                                 | izea.net                |
| Species360     | Species 360                                                                             | species360.org          |
| WIN            | Wildlife Information Network                                                            | wildlifeinformation.org |
| ZGAP           | Zoologische Gesellschaft für Arten- und Populationsschutz                               | www.zgap.org            |
| Z.O.O.         | Zoo Outreach Organization                                                               | zooreach.org            |

## Jahreskonferenzen und Publikationen
Die Jahreskonferenzen von WAZA dauern vier Tage und umfassen die Vollversammlung, die technischen und administrativen Sitzungen sowie Arbeitsgruppen und Ausschusssitzungen. Das Programm wird durch einen Besuch im lokalen Zoo oder Aquarium und eine Reihe von Gesellschaftsanlässen ergänzt. Die vergangenen Konferenzen fanden an folgenden Veranstaltungsorten statt:
- 1998: Nagoya, Japan
- 1999: Bakubung und Pretoria, Südafrika
- 2000: Palm Springs, USA
- 2001: Perth, Australien
- 2002: Wien, Österreich
- 2003: San José, Costa Rica
- 2004: Taipei, Taiwan
- 2005: New York City, USA
- 2006: Leipzig, Deutschland
- 2007: Budapest, Ungarn
- 2008: Adelaide, Australien
- 2009: St. Louis, USA
- 2010: Köln, Deutschland
- 2011: Prag, Tschechien
- 2012: Melbourne, Australien
- 2013: Lake Buena Vista, USA[3]
- 2014: New Delhi, Indien
- 2015: Al Ain, Vereinigte Arabische Emirate
- 2016: Puebla, Mexiko
- 2017: Barcelona, Spanien
- 2018: Bangkok, Thailand[4]
- 2019: Buenos Aires, Argentinien[5]
- 2020: geplant San Diego, USA; aufgrund der COVID-19-Pandemie nur als Onlinekonferenz[6]
- 2021: Onlinekonferenz[7]
- 2022: Teneriffa, Spanien[8]
- 2023: San Diego, USA[9]

Die Vereinigung veröffentlicht Tätigkeitsberichte der Jahreskonferenzen und anderer Sitzungen, ein jährliches Verzeichnis, die WAZA-Nachrichten und die WAZA-Zeitschrift.
Der Zoologische Garten ist das offizielle Amtsblatt der ehemaligen IUDZG und heute WAZA.